# Cayetunya
Cayetunya là một chi bọ cánh cứng trong họ Chrysomelidae.
Chi này được Bechyne miêu tả khoa học năm 1958.

## Các loài
Các loài trong chi này gồm:
- Cayetunya clarki Flowers, 1997
- Cayetunya colombiana Flowers, 1997
- Cayetunya tifferi Flowers, 1997